# تپه کرپی اوستی
تپه کرپی اوستی مربوط به سده‌های اولیه و میانه دوران‌های تاریخی پس از اسلام است و در شهرستان مراغه، بخش مرکزی، دهسنان قره ناز، روستای خانقاه واقع شده و این اثر در تاریخ ۷ اسفند ۱۳۸۶ با شمارهٔ ثبت ۲۱۲۵۹ به‌عنوان یکی از آثار ملی ایران به ثبت رسیده است.